# Allotoca goslinei
Allotoca goslinei är en fiskart som beskrevs av Smith och Miller, 1987. Allotoca goslinei ingår i släktet Allotoca och familjen Goodeidae. Inga underarter finns listade i Catalogue of Life.